# Wiggensbach
Wiggensbach – gmina targowa w południowych Niemczech, w kraju związkowym Bawaria, w rejencji Szwabia, w regionie Allgäu, w powiecie Oberallgäu. Leży w Allgäu, około 27 km na północny zachód od Sonthofen i 8 km na zachód od Kempten (Allgäu).

## Polityka
Wójtem gminy jest Heribert Guggenmos z CSU, rada gminy składa się z 16 osób.
|      | CSU | SPD | FW | Zieloni | Razem |
| 2008 | 6   | 2   | 6  | 2       | 16    |
| 2002 | 7   | 2   | 7  | -       | 16    |

## Osoby urodzone w Wiggensbachu
- Karl Krumbacher - bizantynolog